# Alberto Rodríguez Librero
Alberto Rodríguez Librero (Sevilla, 1971. május 11. –) többszörös Goya-díjas spanyol filmrendező és forgatókönyvíró.

## Filmográfia

### Film

#### Nagyjátékfilm
| Év   | Magyar cím        | Eredeti cím                | Feladatkör | Feladatkör | Megjegyzések                        |
| Év   | Magyar cím        | Eredeti cím                | Rendező    | Író        | Megjegyzések                        |
| ---- | ----------------- | -------------------------- | ---------- | ---------- | ----------------------------------- |
| 2000 |                   | El factor Pilgrim          | Igen       | Igen       | társrendező és író: Santiago Amodeo |
| 2002 |                   | El traje                   | Igen       | Igen       | társíró: Santiago Amodeo            |
| 2005 | 7 szűz            | 7 vírgenes                 | Igen       | Igen       | társíró: Rafael Cobos               |
| 2009 |                   | After                      | Igen       | Sztori     | társíró: Rafael Cobos               |
| 2012 | Hetes osztag      | Grupo 7                    | Igen       | Sztori     | társíró: Rafael Cobos               |
| 2014 | Mocsárvidék       | La isla mínima             | Igen       | Igen       | társíró: Rafael Cobos               |
| 2016 |                   | El hombre de las mil caras | Igen       | Igen       | társíró: Rafael Cobos               |
| 2022 | Franco börtönében | Modelo 77                  | Igen       | Igen       | társíró: Rafael Cobos               |

#### Rövidfilm
| Év   | Cím                    | Feladatkör | Feladatkör | Megjegyzések                 |
| Év   | Cím                    | Rendező    | Író        | Megjegyzések                 |
| ---- | ---------------------- | ---------- | ---------- | ---------------------------- |
| 2000 | Bancos                 | Igen       | Nem        | társrendező: Santiago Amodeo |
| 2016 | Las Pequeñas Cosas     | Igen       | Igen       | társíró: Oriol Villar        |
| 2021 | El Arrepentido         | Igen       | Igen       |                              |
| 2023 | Voll-Damm: Los 5 pasos | Igen       | Nem        |                              |

### Televízió
| Év        | Magyar cím | Eredeti cím          | Feladatkör | Feladatkör | Megjegyzések                              |
| Év        | Magyar cím | Eredeti cím          | Rendező    | Író        | Megjegyzések                              |
| --------- | ---------- | -------------------- | ---------- | ---------- | ----------------------------------------- |
| 2010      |            | Hispania, la leyenda | 4 epizód   | Nem        |                                           |
| 2018–2019 | A pestis   | La peste             | 6 epizód   | Sztori     | megalkotó és író Rafael Cobosszal közösen |
| 2022      |            | Apagón               | 1 epizód   | Nem        | antológiasorozat                          |

## Fontosabb díjak és jelölések
| Év   | Jelölt mű                  | Díj                                      | Kategória                             | Eredmény | Ref.          |
| ---- | -------------------------- | ---------------------------------------- | ------------------------------------- | -------- | ------------- |
| 2006 | 7 szűz                     | Goya-díj                                 | legjobb rendező                       | Jelölve  | [ 4 ]         |
| 2006 | 7 szűz                     | Goya-díj                                 | legjobb eredeti forgatókönyv          | Jelölve  | [ 4 ]         |
| 2010 | After                      | Goya-díj                                 | legjobb eredeti forgatókönyv          | Jelölve  | [ 5 ]         |
| 2013 | Hetes osztag               | Goya-díj                                 | legjobb rendező                       | Jelölve  | [ 6 ] [ 7 ]   |
| 2013 | Hetes osztag               | Goya-díj                                 | legjobb eredeti forgatókönyv          | Jelölve  | [ 6 ] [ 7 ]   |
| 2014 | Mocsárvidék                | San Sebastián-i Nemzetközi Filmfesztivál | Arany Kagyló a legjobb filmnek        | Jelölve  | [ 8 ]         |
| 2015 | Mocsárvidék                | Goya-díj                                 | legjobb rendező                       | Elnyerte | [ 9 ]         |
| 2015 | Mocsárvidék                | Goya-díj                                 | legjobb eredeti forgatókönyv          | Elnyerte | [ 9 ]         |
| 2015 | Mocsárvidék                | Európai Filmdíj                          | közönségdíj a legjobb európai filmnek | Elnyerte | [ 10 ]        |
| 2016 | El hombre de las mil caras | San Sebastián-i Nemzetközi Filmfesztivál | Arany Kagyló a legjobb filmnek        | Jelölve  | [ 11 ]        |
| 2017 | El hombre de las mil caras | Goya-díj                                 | legjobb rendező                       | Jelölve  | [ 12 ]        |
| 2017 | El hombre de las mil caras | Goya-díj                                 | legjobb adaptált forgatókönyv         | Elnyerte | [ 12 ]        |
| 2023 | Franco börtönében          | Goya-díj                                 | legjobb rendező                       | Jelölve  | [ 13 ] [ 14 ] |
| 2023 | Franco börtönében          | Goya-díj                                 | legjobb eredeti forgatókönyv          | Jelölve  | [ 13 ] [ 14 ] |

## Fordítás
- Ez a szócikk részben vagy egészben  az   Alberto Rodríguez Librero című angol Wikipédia-szócikk ezen változatának fordításán alapul.  Az eredeti cikk szerkesztőit annak laptörténete sorolja fel. Ez a jelzés csupán a megfogalmazás eredetét és a szerzői jogokat jelzi, nem szolgál a cikkben szereplő információk forrásmegjelöléseként.